# Shahade (Maharashtra)
Shahade ist eine Stadt im indischen Bundesstaat Maharashtra.
Die Stadt ist Teil des Distrikts Nandurbar. Shahade hat den Status eines Municipal Council. Die Stadt ist in 24 Wards gegliedert. Sie hatte am Stichtag der Volkszählung 2011 insgesamt 61.376 Einwohner, von denen 31.414 Männer und 29.962 Frauen waren. Hindus bilden mit einem Anteil von über 60 % die größte Gruppe der Bevölkerung in der Stadt gefolgt von Muslimen mit über 35 %. Die Alphabetisierungsrate lag 2011 bei 86,62 % und damit deutlich über dem nationalen Durchschnitt.